# Buenos Aires viceversa
Buenos Aires viceversa es una película argentina-holandesa de 1996, dirigida por Alejandro Agresti y protagonizada por Vera Fogwill, Fernán Mirás, Nicolás Pauls y Mirta Busnelli. Se estrenó el 18 de septiembre de 1997 y fue ganadora de ocho premios, entre ellos el Cóndor de Plata y el premio del Festival de Cine de Mar del Plata como mejor film. También fue presentada en la categoría Un certain regard del Festival Internacional de Cine de Cannes de 1996.

## Sinopsis
El film abre recordando que unas 30.000 personas desaparecieron en la Argentina durante la dictadura a partir del Golpe de Estado de 1976. Es una película existencialista concentrada en un grupo de jóvenes viviendo en Buenos Aires, viviendo una existencia dura y absurda, frente a la indiferencia de la ciudad y la irracionalidad y el egoísmo de los adultos. La historia es un largo episodio, juntando a más de 6 historias.

### Personajes e historias
- Daniela (Fogwill) es una joven que es contratada por una pareja de jubilados, quienes prácticamente no salen de su casa desde la desaparición de su hija, para filmar lo que pasa en la ciudad. Allí, traba Amistad con Bocha (Casero), un niño de la calle. Es hija de desaparecidos y está en pareja con Mario (Mirás), quien no parece comprenderla. Mario, por su parte, comienza a sentir admiración por un joven boxeador (Cárdenas).
- Damián (Pauls) trabaja en la recepción de un albergue transitorio y toca la batería. Admira mucho a su tío (Havillo), encargado de seguridad, de quien desconoce su pasado oscuro.
- Mirtha Busnelli interpreta a una mujer obsesionada con el conductor de un noticiero de TV (Quinteros), con quien habla a través de la pantalla como si él estuviera presente con ella. Cuando el televisor sufre un desperfecto técnico, conoce a un reparador (Roffe).
- Inés Molina es una joven que vive en un loft, al cual invita al encargado del service de TV y su amigo.
- Laura Melillo y Alejandro Agresti protagonizan a una pareja de ciegos que se separa. Poco después, ella conoce al tío de Damián.

## Actores
- Vera Fogwill, Daniela
- Fernán Mirás, Mario
- Nicolás Pauls, Damián
- Mirta Busnelli, Loca TV
- Carlos Roffe, Service
- Mario Paolucci, Amigo
- Laura Melillo, Ciega
- Carlos Galettini, Don Nicolás
- Lorenzo Quinteros, Presentador TV
- Inés Molina, Chica Loft
- Nazareno Casero, Bocha
- Floria Bloise, Doña Amalia
- Susana Cortínez, Madre Adoptiva
- Axel Pauls, Borracho Bar
- Harry Havilio, Tío
- Rolando Epstein, Mazur
- Raúl Cárdenas, Boxeador
- Betina Brewda, Novia Damián
- Alejandro Agresti, Ciego
- Sergio Poves Campos, Padre Adoptivo
- Sebastián Polonsky, Gurú
- María Cherniajovsky, Novia Gurú
- Verónica Aguilera, Vendedora Flores
- Verena Von Schoenfeldt, Meteoróloga
- Paco Sombrero, Encargado Hotel
- Agustín Castro, Vendedor Autos
- Ada Quiñones, Vendedora Discos
- Miguel Ángel Acuña, Recepcionista Hotel
- Reynaldo Pereira, Recepcionista Hotel
- Miguel Ángel Gutiérrez, Barra Bar
- Romualdo García, Barra Bar
- Héctor Giménez, Barra Bar
- Alberto Florez, Barra Bar
- Carolin Scaglia, Cliente Hotel
- Cristian Medrano, Cliente Hotel
- Diego Blasi, Cliente Hotel
- Héctor Delgado, Cliente Hotel
- Natalia Calvo, Chica Sueño Boxeador
- Verónica González, Chica Sueño Boxeador

## Premios
- 1996, Festival Internacional del Nuevo Cine Latinoamericano de La Habana, Premio Especial del Jurado.
- 1996, Festival Internacional de Cine de Mar del Plata, mejor film iberoamericano, premio FIPRESCI, premio OCIC.
- 1998, Cóndor de Plata de la Asociación Argentina de Críticos de Cine, mejor película, mejor guion, revelación femenina (Vera Fogwill) y mejor montaje.